# Морзох (река)
Морзо́х (кабард.-черк. Мэрзэхъу) — родниковая река в Урванском районе республики Кабардино-Балкария. Длина реки — 7 км.

## География
По своему происхождению река является родниковой. Берёт своё начало к востоку от села Шитхала. В своём верхнем течении она протекает по канализированному руслу, где большая часть стока реки используется для орошения садов и сельскохозяйственных полей. В нижнем течении река протекает по своему естественному руслу через лесистую местность и впадает в Урвань, напротив села Чёрная Речка. В низовьях реки изредка встречается кавказская выдра, находящаяся ныне под угрозой исчезновения.

## Данные водного реестра
По данным государственного водного реестра России относится к Западно-Каспийскому бассейновому округу, водохозяйственный участок реки — Терек от впадения реки Урух до впадения реки Малка. Речной бассейн реки — Реки бассейна Каспийского моря междуречья Терека и Волги.
Код объекта в государственном водном реестре — 07020000612108200005046.